# Екселсіор-Естейтс (Міссурі)
Екселсіор-Естейтс (англ. Excelsior Estates) — селище (англ. village) в США, в округах Рей і Клей штату Міссурі. Населення — 209 осіб (2020).

## Географія
Екселсіор-Естейтс розташований за координатами 39°23′24″ пн. ш. 94°12′29″ зх. д. / 39.39000° пн. ш. 94.20806° зх. д. (39.389950, -94.208184).  За даними Бюро перепису населення США в 2010 році селище мало площу 0,62 км², уся площа — суходіл.

## Демографія
Згідно з переписом 2010 року, у селищі мешкало 147 осіб у 57 домогосподарствах у складі 35 родин. Густота населення становила 237 осіб/км².  Було 91 помешкання (147/км²).
Расовий склад населення:
| - 93,9 % — білих - 2,0 % — корінних американців |

До двох чи більше рас належало 4,1 %. Частка іспаномовних становила 6,1 % від усіх жителів.
За віковим діапазоном населення розподілялося таким чином: 26,5 % — особи молодші 18 років, 63,3 % — особи у віці 18—64 років, 10,2 % — особи у віці 65 років та старші. Медіана віку мешканця становила 38,9 року. На 100 осіб жіночої статі у селищі припадало 110,0 чоловіків;  на 100 жінок у віці від 18 років та старших — 103,8 чоловіків також старших 18 років.
Середній дохід на одне домашнє господарство  становив 54 241 долар США (медіана — 51 944), а середній дохід на одну сім'ю — 50 029 доларів (медіана — 52 250). За межею бідності перебувало 14,3 % осіб, у тому числі 17,4 % дітей у віці до 18 років та 20,0 % осіб у віці 65 років та старших.
Цивільне працевлаштоване населення становило 80 осіб. Основні галузі зайнятості: виробництво — 26,3 %, мистецтво, розваги та відпочинок — 13,8 %, будівництво — 13,8 %.